# Elecciones generales de Guatemala de 1958
Las elecciones generales de Guatemala de 1958 se llevaron a cabo entre el 19 de enero de 1958 en Guatemala tras la anulación de los resultados de las elecciones de 1957. Dado que ninguno de los candidatos a la presidencia logró ganar más del 50% de los votos, se realizó una votación en el  Congreso el 12 de febrero de 1958, en la cual Miguel Ydígoras Fuentes fue elegido presidente de la república. 
Las elecciones legislativas fueron ganadas por una alianza compuesta de 5 partidos políticos -Partido Reconciliación Democrática Nacional (PRDN), Partido Democrático Nacionalista (PDN), Partido Liberal Nacionalista (PLN), Asociación Nacional Democrática (ANDE) y Frente Anticomunista Nacional (FAN)- la cual ganó 40 de los 66 escaños en el Congreso.

## Resultados

### Elecciones presidenciales
| Candidato                    | Partido(s)                         | Voto electorado | Voto electorado | Voto del Congreso | Voto del Congreso |
| Candidato                    | Partido(s)                         | Votos           | %               | Votos             | %                 |
| ---------------------------- | ---------------------------------- | --------------- | --------------- | ----------------- | ----------------- |
| Miguel Ydígoras Fuentes      | PRDN-PDN-PLN-PLAG-ANDE-FAN         | 190.972         | 40,80           | 40                | 69,0              |
| José Luis Cruz Salazar       | MDN-PUA-PL-PR-DCG                  | 138.488         | 29,58           | 18                | 31,0              |
| Mario Méndez Montenegro      | PR                                 | 132.824         | 28,37           | -                 | -                 |
| José Enrique Ardón Fernández | Partido Unión Liberal Nacionalista | 5.834           | 1,25            | -                 | -                 |
| Votos inválidos/blancos      | Votos inválidos/blancos            | 24.156          | -               | 7                 | -                 |
| Total                        | Total                              | 492.274         | 100             | 65                | 100               |

### Elecciones legislativas
| Partido                                 | Votos   | %     | Escaños |
| --------------------------------------- | ------- | ----- | ------- |
| PRDN-PDN-PLN-ANDE-FAN                   | 127.195 | 36,99 | 40      |
| PUA-PR-DCG                              | 112.105 | 32,60 | 20      |
| PR                                      | 88.418  | 25,71 | 6       |
| Partido Liberal                         | 3.785   | 01,10 | 0       |
| Movimiento Democrático Nacional         | 3.674   | 1,07  | 0       |
| Partido Unión Liberal Nacionalista      | 2.955   | 0,86  | 0       |
| Partido Auténtico Anticomunista         | 2.451   | 0,71  | 0       |
| PLAG                                    | 1.918   | 0,56  | 0       |
| Partido Democrático de los trabajadores | 1.382   | 0,40  | 0       |
| Votos inválidos/blancos                 |         | -     | -       |
| Total                                   | 343,883 | 100   | 66      |